# Forio
Forio – miejscowość i gmina we Włoszech, w regionie Kampania, w prowincji Neapol.
Według danych na rok 2004 gminę zamieszkiwało 14 536 osób, 1211,3 os./km².